# Dấu ấn sinh học (y học)
Trong y học, dấu ấn sinh học là một chỉ số đo lường được mức độ nghiêm trọng hoặc sự hiện diện của một số trạng thái bệnh. Nói chung, một dấu ấn sinh học là bất cứ thứ gì có thể được sử dụng như một chỉ báo về tình trạng bệnh cụ thể hoặc một số trạng thái sinh lý khác của sinh vật.
Một dấu ấn sinh học có thể là một chất được đưa vào cơ thể như một phương tiện để kiểm tra chức năng cơ quan hoặc các khía cạnh khác của sức khỏe. Ví dụ, rubidi chloride được sử dụng trong ghi nhãn đẳng hướng để đánh giá khả năng bơm máu cơ tim. Nó cũng có thể là một chất mà phát hiện chỉ ra một trạng thái bệnh cụ thể, ví dụ, sự hiện diện của một kháng thể có thể chỉ ra việc nhiễm trùng. Cụ thể hơn, một dấu ấn sinh học cho thấy sự thay đổi trong biểu hiện hoặc trạng thái của protein có liên quan đến nguy cơ hoặc tiến triển của bệnh hoặc với tính nhạy cảm của bệnh đối với một phương pháp điều trị nhất định. Dấu ấn sinh học có thể là đặc tính sinh học đặc trưng hoặc các phân tử có thể được phát hiện và đo lường trong các bộ phận của cơ thể như máu hoặc mô. Chúng có thể chỉ ra các quá trình bình thường hoặc bị bệnh trong cơ thể. Dấu ấn sinh học có thể là các tế bào, phân tử hoặc gen cụ thể, sản phẩm gen, enzyme hoặc hormone. Các chức năng cơ quan phức tạp hoặc thay đổi đặc tính chung trong cấu trúc sinh học cũng có thể đóng vai trò là dấu ấn sinh học. Mặc dù thuật ngữ dấu ấn sinh học tương đối mới, nhưng dấu ấn sinh học đã được sử dụng trong nghiên cứu tiền lâm sàng và chẩn đoán lâm sàng trong một thời gian đáng kể. Ví dụ, nhiệt độ cơ thể là một dấu ấn sinh học nổi tiếng về sốt. Huyết áp được sử dụng để xác định nguy cơ đột quỵ. Người ta cũng biết rộng rãi rằng các giá trị cholesterol là một dấu ấn sinh học và chỉ số nguy cơ đối với bệnh mạch vành và mạch máu, và protein phản ứng C (CRP) là một dấu hiệu của việc viêm nhiễm.
Dấu ấn sinh học rất hữu ích trong một số cách, bao gồm đo lường tiến triển của bệnh, đánh giá các chế độ điều trị hiệu quả nhất cho một loại ung thư cụ thể và thiết lập tính nhạy cảm lâu dài đối với bệnh ung thư hoặc tái phát. Các thông số có thể là hóa học, vật lý hoặc sinh học. Theo thuật ngữ phân tử, dấu ấn sinh học là "tập hợp các dấu hiệu có thể được phát hiện bằng cách sử dụng genomics, công nghệ proteomics hoặc công nghệ hình ảnh. Dấu ấn sinh học đóng vai trò chính trong sinh học dược phẩm. đã được xác định đối với nhiều bệnh như LDL huyết thanh đối với cholesterol, huyết áp và gen P53 và MMPs là chất chỉ điểm khối u cho bệnh ung thư.